# Ларте, Эдуард
Эдуард Арман Исидор Ипполит Ларте (фр. Édouard Lartet; 15 апреля 1801,  Кастельно-Барбаран департамент Жер — 28 января 1871, Сесан) — французский юрист и палеонтолог. Стал известен благодаря обнаруженным им в 1837 году у Сансана фоссилиям и опубликованному в 1851 году описанию плиопитека — примата из миоцена.
Его называют основателем палеонтологии человека.

## Биография
Ларте родился в Кастельно-Барбаран департамент Жер, в Пиренеях. Изучал юриспруденцию в Тулузе, в 1821 году прибыл в Париж молодым юристом, где и заинтересовался палеонтологией. Работая на юго-западе Франции в городке Жер в долине Гароны, он начал раскопки со своего собственного огорода. Нередко брал плату за юридические услуги окаменевшими костями и древними кремнями. Окончательно оставил юриспруденцию ради палеонтологии в 1824 году, когда один крестьянин принес ему зуб мастодонта.
В 1837 году, в Сансане (Южная Франция) Ларте нашел в третичных отложениях челюсть ископаемой обезьяны (плиопитека, предка гиббона). Это была очень важная находка, потому что в палеонтологии того времени доминировала точка зрения Жоржа Кювье, который отрицал существование ископаемых обезьян так же, как и человека (он считал обезьян деградировавшими людьми), так что эта находка Ларте подымала вопрос и об ископаемом человеке. Так уже от ископаемых животных Ларте перешел к древнейшим остаткам человеческой деятельности.
С 1860 года вместе со своим меценатом Генри Кристи (который ранее оставил службу в правлении  лондонского банка, чтобы посвятить остаток своей жизни делу изучения «диких народов и первобытных цивилизаций»), он вёл археологические раскопки в пещере Ориньяк (северные Пиренеи) и в Перигоре. В пепле очагов Ларте нашел множество костей животных, которыми питались люди, — пещерного медведя, бизона, северного оленя, лошади, мамонта, носорога и т. д. Но наибольший интерес представляли орудия из кремня и кости, обработанные в какой-то ранее не встречавшейся манере. Особенно костяные изделия были совершенно новой формы и назначения. Такой способ обработки орудий из кремня тоже раньше был неизвестен и их назначение было непонятно. Позже орудия, обработанные таким же способом, были найдены во многих пещерах, расположенных очень далеко друг от друга.
В 1861 году он выстроил первую хронологическую систему каменного периода, ориентируясь на руководящие ископаемые палеонтологии:
- «Период больших пещерных медведей» (= время неандертальцев, средний палеолит)
- «Период мамонтов» (= более поздний палеолит)
- «Период оленей» (= мадленская культура)
- «Период туров и наточенных топоров» (= неолит).

В 1864 году появилось сообщение о раскопках в гроте Ложери-От (у Лез-Эзи-де-Тайак-Сирёй). Также Ларте обнаружил археологические стоянки Ла-Мадлен и Ле-Мустье, в последней на высоте в 24 метра над уровнем реки Везер, среди костей животных нашли такие же, как в Ориньяке, «расчленённые пластины коренных зубов слона».
В 1857 году Ларте избран иностранным членом Лондонского геологического общества, позже — Парижского антропологического общества, что свидетельствовало о широком признании его трудов. С 1869 года профессор палеонтологии в музее Ботанического сада в Париже, занимал эту должность до конца жизни.
Офицер ордена Почётного легиона. Отец — Луи Ларте (1840—1899) — известного археолога и палеонтолога, обнаружившего останки кроманьонца.

## Труды
- Édouard Lartet & Henry Christy: Reliquiae Aquitanicae, being contributions to the Archaeology and Palaeontology of Perigord and the adjoining provinces of Southern France. London, 1865—1875
- Édouard Lartet & Henry Christy: Sur des figures d’animaux gravées ou sculptées et autres produits d’art et d’industries rapportables aux temps primordiaux de la période humaine. Revue archéologique IX, 1864.